# Ralina Arabova
Ralina Arabova (em russo:  Ралина Арабова; Cazã, 4 de julho de 2000) é uma modelo e rainha da beleza russa. Mais tarde, ela foi designada como concurso Miss Universo Rússia 2021 e representou a Rússia no concurso Miss Universo 2021 em Eilat, Israel.

## Biografia
Arabova nasceu e foi criada em Cazã, Tartaristão. Seu pai é de Cáucaso, enquanto sua mãe é do Tartaristão. Atualmente, ela está estudando publicidade e relações públicas na Universidade Estadual de Energia de Cazã. Ela também estudou direito na Universidade Financeira do Governo da Federação Russa.

## Concurso de beleza

### Miss Rússia 2019
Em 13 de abril de 2019, ela representou o Tartaristão no Miss Rússia 2019 e competiu contra 49 outros candidatos no Barvikha Luxury Village em Moscou, Rússia. Ela ficou em 3º lugar e acabou perdendo a vencedora Alina Sanko de Azov.
Em 29 de novembro de 2021, Arabova foi designada como o novo Miss Universo Rússia 2021 e representou a Rússia no concurso Miss Universo 2021 em Eilat, Israel, em 12 de dezembro de 2021.